# Sidi Dahu az-Za’ir
Sidi Dahu az-Za’ir (arab. سيدي دحو الزاير; fr. Sidi Daho des Zairs)  – jedna z 52 gmin w prowincji Sidi Bu-l-Abbas, w Algierii, znajdująca się w zachodniej części prowincji, około 26 km na zachód od Sidi Bu-l-Abbas. W 2008 roku gminę zamieszkiwało 5033 osób. Numer statystyczny gminy w Office National des Statistiques d'Algérie to 2236.